# Acanthomintha duttonii
Acanthomintha duttonii — вид квіткових рослин з родини глухокропивових (Lamiaceae).

## Біоморфологічна характеристика
Стебло зазвичай нерозгалужене, < 20 см; волосся від 0 до короткого. Листова пластина 8–12 мм, від довгастої до обернено-яйцеподібної форми, край дистальних листків не шипуватий, іноді зазубрений. Суцвіття зазвичай кінцеве; приквітки 5–11 мм, яйцеподібні, при квітці зелені, крайових шипів 5, 7 чи 9, 3–7 мм. Квітка: чашечка 5–8 мм, волоски 0 або рідкісні, короткі; віночок 12–16 мм, білий, зрідка ± лавандовий, верхня губа < нижньої, цільна, неглибоко запушена; верхні тичинки фертильні, пиляки коротко-волосисті, рожево-червоні, пилок кремовий. Час цвітіння: квітень — червень.

## Поширення
Ендемік Каліфорнії (округ Сан-Матео) (США).
Населяє серпантинові луки на висотах нижче 300 метрів.